# Stora Tuna och Torsångs pastorat
Stora Tuna och Torsångs pastorat är ett pastorat i Tuna kontrakt i Västerås stift. Pastoratet omfattar Borlänge kommun i Dalarnas län. 
Pastoratet består sedan 1962 av församlingarna:
- Stora Tuna församling
- Torsångs församling

Pastoratskod är 051101.